# Тенорит

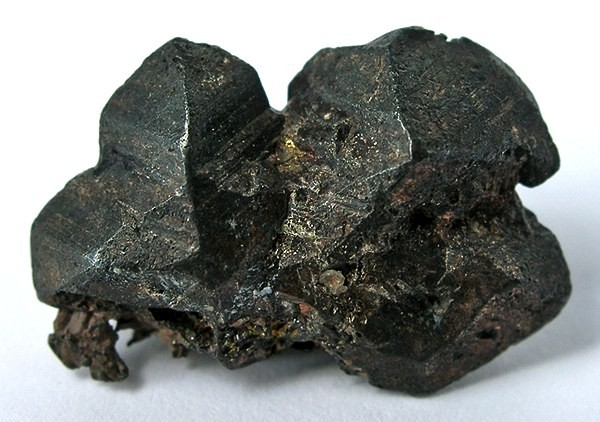
Тенорит

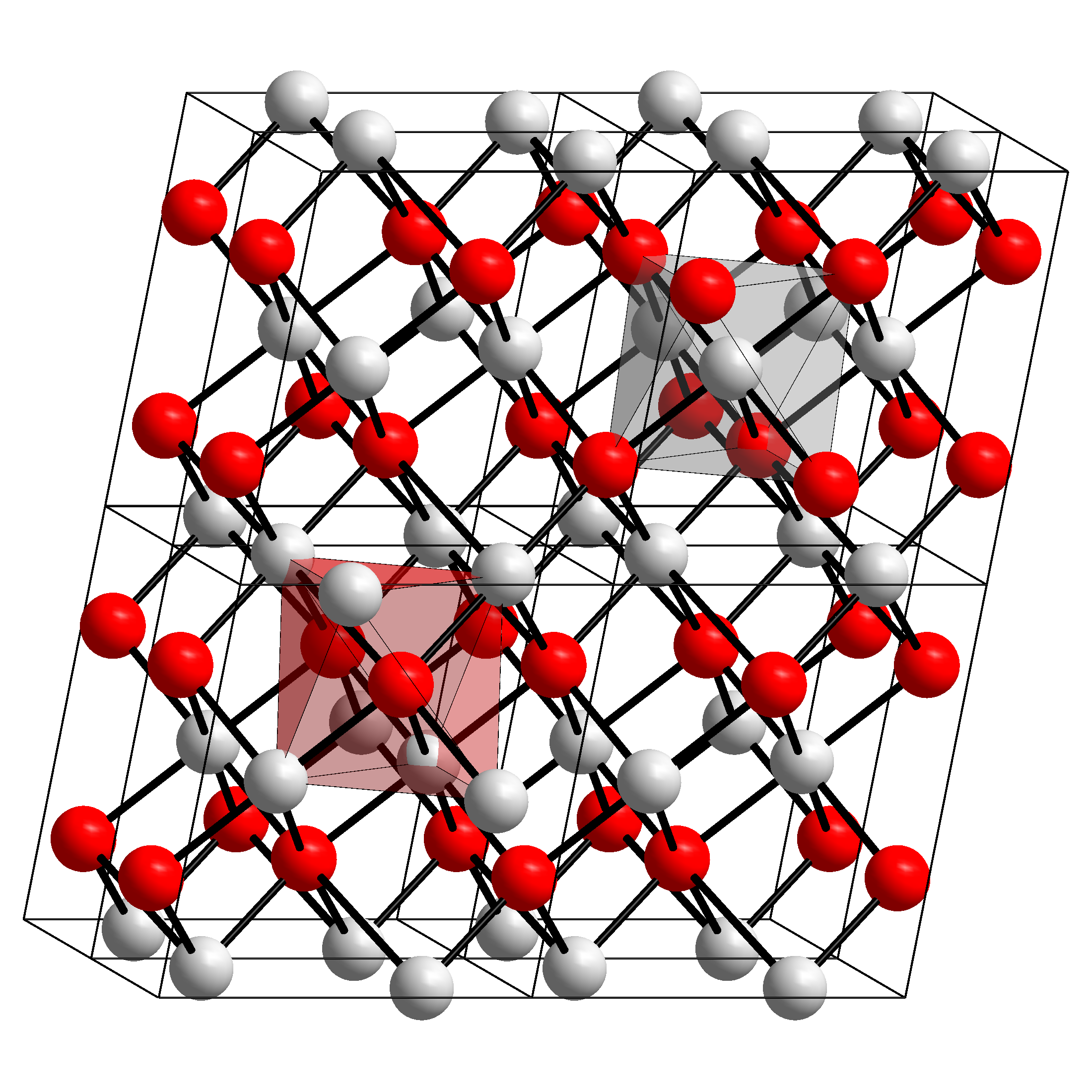
Кристалічна структура тенориту.

Тенорит (англ. tenorite; нім. Tenorit m) — мінерал, оксид міді координаційної будови.
Названий за прізвищем італійського ботаніка М. Теноре (M. Tenore), Semmola, 1841. Син. — мелаконіт (високодисперсний тенорит), меланоконіт, руда мідна чорна.

## Опис
Хімічна формула: CuO. Містить (%): Cu — 79,89; O — 20,11.
Сингонія моноклінна. Призматичний вид. Кристалічна структура координаційна. Утворює листуваті здвійниковані зірчасті і радіально-променисті аґреґати та пластинки, землисті сажисті маси, кірки концентричної будови, дрібні кристали у вигляді тонких лусок. Спайність по (111) досконала, по (001) добра. Густина 5,8-6,4. Тв. 3,75. Колір сталево-чорний, чорний, коричневий, сірий. Блиск металічний, тьмяний. Риса чорна, сіра. Непрозорий. Тонкі лусочки гнучкі. Зустрічається в зоні окиснення мідних родовищ разом з купритом, лімонітом, оксидами манґану та інш. Другорядний компонент окиснених мідних руд. Рідкісний.

## Місця знахідок
Вальдзассен (Баварія, ФРН); Міднорудянськ (Урал, РФ); оз. Верхнє (шт. Мічиган, США); Дактаун (шт. Теннессі, США); пустеля Атакама (Чилі); пров. Шаба (Конго).

## Різновиди
Розрізняють:
- тенорит масивний (землистий порошкоподібний різновид тенориту. Звичайно змішаний з оксидами заліза або манґану),
- гель-тенорит (гелеподібний різновид тенориту).